# Leksikon
Leksikon (grč.), leksikografsko djelo ili predmetni rječnik koji koje daje pregled ukupnoga, općega znanja (opći l.) ili pregled znanja neke struke (strukovni l.). Katkada istoznačnica enciklopedijski rječnik, a katkada i za rječnik. Obrađuje jedinice (natuknice) sa stajališta izvanjezičnoga strukovnog, tehničkog, kulturnopovijesnog i sl. sadržaja. Naziv potječe od jednoga takvoga djela, Lexicon totius latinitatis Egidio Forcellinija iz 1771. Natuknice se u leksikonu nižu abecednim ili metodičkim redoslijedom, te sažeto obrađuju u velikom broju kratkih članaka koji prikazuju i tumače pojmove, znamenite osobe, vlastita i zemljopisna imena, povijesna zbivanja, znanstveno i stručno nazivlje, tuđice ili zbirku riječi nekoga jezika.   

## Opći leksikon
Vrsta leksikografskog priručnika koji nastoji da iz nepregledne količine raspoloživih znanja popiše ono znanje koje najbolje odgovara potrebama suvremenog čovjeka i što šireg kruga korisnika. Opći leksikon obrađuje vlastita imena (imena osoba, zemljopisna imena, i dr. imena), nazive i pojmove iz mnogobrojnih struka i određen broj stranih riječi koji je određeni izvorni jezik preuzeo iz stranih jezika, te brojne povijesne događaje, političke, vjerske, ideološke, društvene, umjetničke smjerove. Opći leksikon razvio se od danas zastarjelog pojma konverzacijski (ili razgovorni) leksikon koji je izvorno donosio znanja sa svih područja potrebnih za uspješno vođenje razgovora. Konverzacijski leksikon razvio se u XIX. st. u Njemačkoj kako bi se zadovoljila potreba građanskoga sloja za znanjem. Prvi takav njemački priručnik bio je Stvarni državni i novinski leksikon (njem. Reales Staats- und Zeitungs Lexicon) Johanna Hübnera objavljen 1704., te je bio utemeljen na leksikografskim priručnicima iz doba prosvjetiteljstva. Renatus Gotthelf Löbel sa svojim djelom Razgovorni leksikon s osobitim obzirom na suvremeno doba (njem. Conversations-Lexikon mit vorzüglicher Rücksicht auf die gegenwärtigen Zeiten, I–VI, 1796–1808) utire put stvaranju suvremenih leksikona. Suvremeni konverzacijski leksikon dobio je konačan oblik zahvaljujući Brockhausovim izdanjima, ali i mlađim njem. priručnicima kao što su Meyer (od 1840), Herder (od 1854), Bertelsmann (od 1953). S vremenom su veliki leksikoni prerasli u priručnike od dvadeset i više svezaka, koje se danas smatra enciklopedijama.

## Biografski leksikon
Biografski leksikon zbirka je životopisa izabranih pojedinaca, obično navedenih po abecedi, koja nastoji dati zaokružen pregled određenoga razdoblja, zemljopisnoga područja ili neke uže zajednice uz koju su vezani dotični pojedinci. Biografski leksikoni mogu biti nacionalni ili međunarodni; opći ili stručni i posebni (oni za pojedina zanimanja); retrospektivni (ograničeni na mrtve) ili tekući (ograničeni na žive osobe). Biobibliografski leksikoni (biobibliografije) uz životopise uključuju i literaturu o spomenutim osobama.

## Ostale vrste leksikona
Po obuhvatu građe leksikon može biti nacionalni ili međunarodni leksikon. Nacionalni leksikon obrađuje natuknice s kulturnopovijesnog, društvenog, znanstvenog i sociološkog aspekta bitnoga za nacionalni kulturni identitet pojedine države u svijetu. Tehnički i strukovni leksikoni ograničavaju na neko uže područje (struku, neku posebnu tehniku). Tako razlikujemo pravne, športske, pomorske, medicinske, mitološke, filmske, glazbene, filozofske, poljoprivredne, šumarske, ekonomske, matematičke, kemijske i dr. primjere strukovnih leksikona, te strojarske, brodograđevne, elektrotehničke, građevinske i dr. primjere tehničkih rječnika. Osim enciklopedijskih (stvarnih) podataka u vezi s pojmovima (riječima) i imenima leksikon može djelomice (npr. samo terminologija) ili pak iscrpno prikazati i rječničko blago ili leksik danog jezika i tada je to enciklopedijski rječnik.

## Hrvatska izdanja
Vjerojatno najstariji leksikon s hrvatskog područja jest rukopisni enciklopedijski latinski rječnik Ilije Crijevića (oko 1480.), koji se čuva u Veneciji. Prvi hrvatski opći leksikon jest Leksikon Minerva, glavnog urednika Gustava Šamšalovića iz 1936. Zatim izlaze i drugi leksikoni, raznih vrsta, npr. Šta je šta: stvarni hrvatski rječnik u slikama, 1938; Sveznadar, 1953; Popularni medicinski leksikon, 1954; Filozofijski rječnik, 1965; Enciklopedijski rječnik lingvističkih naziva, 1969; tu su i Leksikon JLZ, 1974; Hrvatski opći leksikon 1996. i dr.
Popis leksikona objavljenih u Hrvatskoj:
- Filmski leksikon
- Hrvatski biografski leksikon
- Hrvatski franjevački biografski leksikon
- Hrvatski opći leksikon
- Leksikon hrvatske crkvene glazbe
- Leksikon Marina Držića s Bibliografijom
- Leksikon Ruđera Boškovića
- Medicinski leksikon
- Nogometni leksikon
- Pravni leksikon
- Tehnički leksikon
- Zagrebački leksikon